# Polisportiva Vis Pesaro 1941-1942
Questa voce raccoglie le informazioni riguardanti la Polisportiva Vis Pesaro nelle competizioni ufficiali della stagione 1941-1942.

## Rosa
| N. |                   | Ruolo | Calciatore         |
| -- | ----------------- | ----- | ------------------ |
|    | Italia (bandiera) | A     | Trentino Bui       |
|    | Italia (bandiera) | C     | Wladimiro Cacciari |
|    | Italia (bandiera) | D     | Tolimino Casadio   |
|    | Italia (bandiera) | P     | Alberto Copponi    |
|    | Italia (bandiera) | C     | Giordano Corsi     |
|    | Italia (bandiera) | D     | Silvio Di Giorgio  |
|    | Italia (bandiera) | D     | Agide Fava         |
|    | Italia (bandiera) | D     | Ettore Ferri       |

| N. |                   | Ruolo | Calciatore        |
| -- | ----------------- | ----- | ----------------- |
|    | Italia (bandiera) | A     | Orlando Ghirlanda |
|    | Italia (bandiera) | C     | Enzo Giordano     |
|    | Italia (bandiera) | P     | Alfio Glumbini    |
|    | Italia (bandiera) | D     | James Leonardi    |
|    | Italia (bandiera) | C     | Bruno Maffi       |
|    | Italia (bandiera) | A     | Ezio Pepe         |
|    | Italia (bandiera) | C     | Giovanni Renzi    |